# Équipe des Pays-Bas féminine de football des moins de 19 ans
Cet article traite de l'équipe féminine. Pour l'équipe masculine, voir Équipe des Pays-Bas des moins de 19 ans de football.
Maillots
L’équipe des Pays-Bas féminine de football des moins de 19 ans est constituée par une sélection des meilleures joueuses néerlandaises de moins de 19 ans sous l'égide de la Fédération royale néerlandaise de football. 

## Parcours

### Parcours en Coupe du monde
La compétition est passée en catégorie des moins de 20 ans à partir de 2006.
- 2002 : Non qualifiée
- 2004 : Non qualifiée

### Parcours en Championnat d'Europe
- 1998 : Quart-de-finaliste
- 1999 : Non qualifiée
- 2000 : Non qualifiée
- 2001 : Non qualifiée
- 2001 : Non qualifiée
- 2002 : Non qualifiée
- 2003 : Phase de groupes
- 2004 : Non qualifiée
- 2005 : Non qualifiée
- 2006 : Phase de groupes
- 2007 : Non qualifiée
- 2008 : Non qualifiée
- 2009 : Non qualifiée
- 2010 : Demi-finaliste
- 2011 : Phase de groupes
- 2012 : Non qualifiée
- 2013 : Non qualifiée
- 2014 :  Vainqueur
- 2015 : Non qualifiée
- 2016 : Demi-finaliste
- 2017 : Demi-finaliste
- 2018 : Phase de groupes
- 2019 : Demi-finaliste
- 2020 - 2021 : Editions annulées
- 2022 : Non qualifiée
- 2023 : Demi-finaliste
- 2024 :  Finaliste